# 睡眠相前進症候群
睡眠相前進症候群（すいみんそうぜんしんしょうこうぐん、英語: Advanced sleep phase syndrome, ASPS）は、慢性的な入眠時間の前進（早眠）・および覚醒時間の前進（深夜覚醒、および再入眠困難）という、睡眠障害（概日リズム睡眠障害）の病態のひとつである。

## 概要
生物には概日リズム（体内時計）があり、人間の場合は約24時間10分周期であり、朝の光を浴びることでこれはリセットされ1日24時間の生活を営むように出来ている。しかし、このリセットが何らかの場合にうまく機能しないことで概日リズム睡眠障害を発症し、睡眠リズムが狂うようになる。
若年層に多い睡眠相後退症候群に対し、高齢者に多いとされる。
厚生労働省の睡眠指針検討会報告書（外部リンク参照）では、生体リズムの過剰な前進による病態とされている。
仮に7時間の睡眠をするとして、日常の生活リズムとしては毎日同じ時間に睡眠をとる（例えば午前0時に就寝し午前7時に起床する）のが望ましいが、これが午後8時に睡魔が現れ午前3時に目が覚めてしまうような睡眠リズムを可変不能な状態。40歳前後からこの症状が現れやすいとされる。

## 治療
概日リズム睡眠障害全般に言えるが、睡眠相前進症候群においても光療法が有効とされる。就寝前の時間帯に高照度の光を浴びる方法（高照度光照射療法）や、午前中にサングラスを掛けるなどの方法によって意図的に光を浴びる量を減らす方法を用いることで、睡眠相を強制的に後退させることが可能であるとされている。